# Tombe 1 d'Amarna
La tombe 1 d'Amarna est l'une des tombes du Nord à Amarna, en Égypte. Elle est la sépulture de Houya, trésorier, intendant de la maison de Tiyi, première épouse d'Amenhotep III, et surveillant des quartiers royaux de la grande épouse.
Dans sa tombe, Houya est également nommé porte-drapeau de la troupe de jeunes combattants appelée « Aton apparaît pour lui ». Dans d'autres scènes, on le voit superviser les artisans et les autres personnes qui servent sous ses ordres. Sont mentionnés dans la tombe le scribe de la Maison du Charme, Nakhtiu, et le superviseur des sculpteurs de Tiyi, l'épouse d'Amenhotep III.
Houya mentionne également sa femme Ouenher, et sa mère Tuy. Dans d'autres scènes, il est fait mention de deux sœurs possibles de Houya, du nom de Nebet et Kherpou(t).
La tombe comprend plusieurs scènes :
Le mur sud comprend deux scènes représentant Tiyi assise à un repas avec Akhenaton et Néfertiti, assis sur la gauche. Akhenaton semble porter une coiffe en khat et Néfertiti une courte perruque de style nubien. À côté de Néfertiti, assis sur de petites chaises, se trouvent Mérytaton et l'une de ses sœurs - peut-être Néfernéferouaton Tasherit. La reine Tiyi est représentée en face du roi et de la reine. Elle est assise et porte la coiffe à double plume avec le dieu solaire. Elle est accompagnée de sa fille Baketaton, qui est assise à côté d'elle sur une petite chaise.
Dans l'autre scène, Tiyi est maintenant assise à gauche. Baketaton est représentée debout à côté de Tiyi. À droite, Akhenaton et Néfertiti sont assis et boivent dans des coupes. Ânkhésenpaaton est représentée debout devant Néfertiti, tandis qu'une autre princesse (Mâkhétaton ?) se tient à côté de Néfertiti et semble se servir de fruits. Néfertiti est appelée : « L'héritière, grande de faveur, dame de grâce, charmante en amour, maîtresse du Sud et du Nord, la Grande épouse du Roi qu'il aime, la Dame des Deux Terres, Néfertiti, vivante pour les siècles des siècles ».
Sur le mur est, Akhenaton est représenté conduisant sa mère Tiyi vers un temple. Ils sont accompagnés de la princesse Baketaton lorsqu'ils entrent dans le temple. Néfertiti et ses filles ne sont pas représentées dans cette scène.
Sur le mur ouest, Akhenaton et Néfertiti sont portés sur une chaise à porteurs. Akhenaton semble porter la couronne rouge du Nord et tenir une houlette et un fléau. Les filles royales, Mérytaton et Mâkhétaton, marchent derrière la chaise à porteurs. Elles sont accompagnées de deux nurses et de six servantes.
Sur le mur nord, Houya est représenté dans une scène de remise de prix. Il apparaît devant Akhenaton et Néfertiti pour recevoir sa récompense. Deux princesses sont représentées dans le palais. Les princesses sont identifiées comme étant Mérytaton et Mâkhétaton.
Le linteau du mur nord montre une représentation des deux familles royales. Sur le côté gauche, Akhenaton et Néfertiti sont représentés assis. Néfertiti se tourne vers Akhenaton. Devant eux, quatre filles royales sont représentées : Mérytaton, Mâkhétaton, Ânkhésenpaaton et Néfernéferouaton Tasherit. Les quatre filles tiennent des baguettes en forme de panache. Sur le côté droit, Amenhotep III est assis en face de la reine Tiyi, accompagnée de la princesse Baketaton. Trois servantes sont représentées derrière Tiyi.

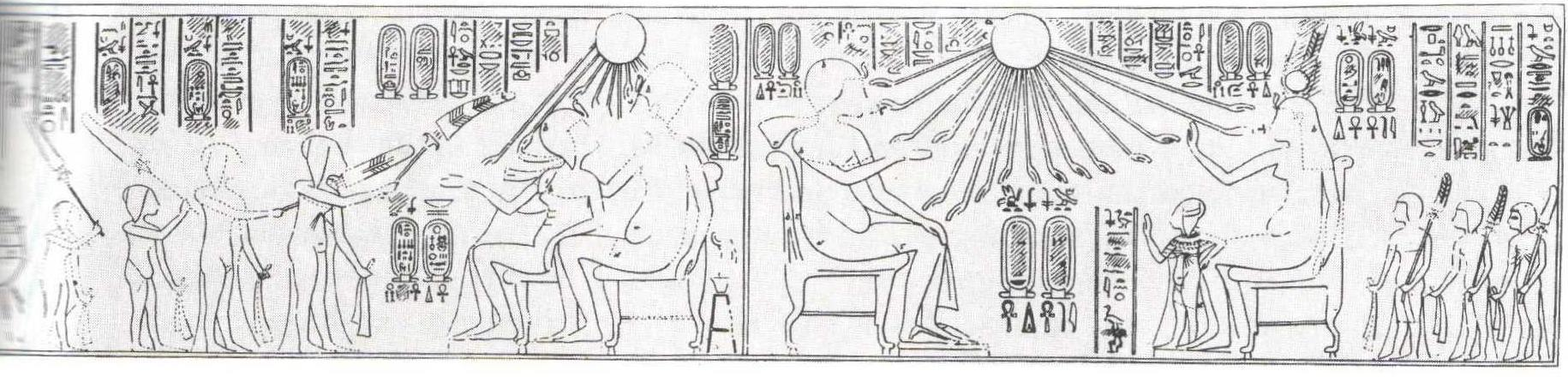
Les deux familles royales telles que représentées sur le linteau.